# GB C4ü 1251–1262 und 1271–1276
Die Reisezugwagen der 3. Klasse mit Drehgestellen der Gattung C4ü und den Nummer 1251–1262 sowie 1271–1276 wurden bei der Gotthardbahn-Gesellschaft (GB) zwischen 1898 und 1907 in Dienst gestellt.

## Geschichte
Passend zu den im Vorjahr angeschafften Ganzstahl-Reisezugwagen der 1. Klasse und der 2. Klasse stellte die GB 1898 zwölf Wagen der 3. Klasse in Dienst. Gebaut wurden diese bei der Schweizerischen Industrie-Gesellschaft (SIG). Sie besassen geschlossene Plattformen, Faltenbalg-Übergänge und Wiegen-Drehgestelle. Im Gegensatz zu den 1. und 2. Klasse Wagen lag bei diesem Wagentyp das Schwergewicht nicht beim Komfort, sondern es ging der Gesellschaft vor allem um einen möglichst wirtschaftlichen Transport vieler Fahrgäste. So boten die Wagen 84 Sitzplätze, wobei die Bestuhlung lediglich aus Holzbänken bestand, auf denen lose Polster lagen. Für die 3. Klasse gab es anfangs auch keine elektrische, sondern Gasbeleuchtung.
Die Wagen wurden im Gotthard-Express eingesetzt und waren daher, im Gegensatz zu den grünen zweiachsigen Personenwagen, dunkelblau lackiert. Das blau wurde von der Compagnie Internationale des Wagons-Lits übernommen, um die hohe Qualität der Wagen bzw. des ganzen Zuges anzuzeigen. In der Mitte der Längsseiten wurden in goldener Farbe die kunstvoll ausgeführten Initialen «GB» angebracht. In späteren Jahren wurde statt dem Emblem die Aufschrift «GOTTHARDBAHN» angebracht.
1907 entstanden sechs weitere Exemplare die nur noch 80 Sitzplätze hatten und nun über elektrische Beleuchtung verfügten. Auch die 1898 in Dienst gestellten Wagen wurden nun mit elektrischer Beleuchtung ausgerüstet.
1909 bei der Verstaatlichung der GB übernahmen die Schweizerischen Bundesbahnen (SBB) die Wagen, die jetzt die Nummern 8551–8562 und 8641–8646 sowie die bei den SBB übliche grüne Lackierung erhielten. Wie lange die Wagen im Einsatz waren, ist nicht genau bekannt.